# Motor de dez cilindros em linha
MAN B&W 10K90MC-C motor 
a diesel de dois tempos, para 
grandes navios com potência 
de 58,600 hp (43,100 kW).
Os motores de dez cilindros em linha são motores de combustão interna com dez cilindros (câmaras de combustão) dispostos em uma única fileira.
Em função do comprimento estes motores são geralmente usados somente na propulsão de navios. A SEMT Pielstick (divisão da MAN AG) e a Wärtsilä fabricam motores com esta configuração.